# Frédéric Carrère
Pour les articles homonymes, voir Carrère.
Frédéric Carrère, né Frédéric Jean Carrère le 12 février 1814 à Toulon et décédé le 28 mars 1888 à Bordeaux, est Président de la Cour Impériale, Chef du Service judiciaire à Saint Louis du Sénégal de 1840 à 1866.
Il est l’auteur de nombreux ouvrages sur le thème de la Sénégambie française.

## Biographie
Son père François Claude Carrère, Jour Côme de profession, est né à Portecron dans le Var.  
Sa mère Julie Disson est native de la Seyne dans le Var. 
Avocat à la Cour d'appel de Paris, il épouse Thérèse Caminade le 5 mai 1840 puis quitte la Métropole pour gagner l’Afrique-Occidentale française (AOF). 
C’est à Saint-Louis du Sénégal, capitale de la France coloniale, qu’il s’installe avec son épouse pour y exercer ses fonctions de Président de la "Cour Impériale" Cour d'appel (France), Chef du Service judiciaire jusqu’en 1866.
Il quitte ses fonctions sur sa demande pour retraite, par Décret impérial du 7 mars 1866, puis par décision du 25 avril 1866 ; et retourne en France.
Il est remplacé par Monsieur Vieux (Calixte), Juge impérial à Saint-Louis, lui-même remplacé par Monsieur Lacombe, Conseiller-auditeur.
Il est décoré de la Légion d'honneur à deux reprises : le 28 avril 1847 en tant que Chevalier; et le 14 avril 1866 il est fait Officier de la Légion d'Honneur.
De son union avec Thérèse Caminade naîtra, le 6 mars 1841, à Saint-Louis du Sénégal, Barthémy Eugène Victor, qui se mariera localement et leur donnera une descendance métisse dont Charles Carrère, poète écrivain franco-sénégalais, Marie Jeanne Gabrielle Simone Carrère, épouse d’Abdoulaye Sadji, écrivain sénégalais, et Marie Louise Correa, ancien Ministre de la santé du Sénégal.

## Œuvres
Il est l’auteur d’ouvrages juridiques dont Codification des règlements d'administration et de Police en vigueur au Sénégal et dépendances (1865) et Siège par Al-Aghi du Fort de Médine au pays de Kasson (Haute-Sénégambie) (1855). Il est également co-auteur avec Paul Holle de la monographie de la Sénégambie française (1855).
Son œuvre met en valeur la culture d’une région alors peu connue des hautes autorités coloniales et confirme l’existence de divers Royaumes : le Walo, le Djolof, le Fouta, le Galam, le Kassô, le Bondou, le Bambouk, le Kaarta, le Ségou, et les différentes sociétés Maures.
Il se livre à une analyse détaillée de sociétés féodales structurées par des règlements, us et coutumes bien ancrés.
Frédéric Jean Carrère met en exergue les débouchés économiques et commerciaux locaux et les ressources insoupçonnées dont la région regorge. 
Il dresse un état des lieux alarmant quant au danger géostratégique qui menace la rive gauche du fleuve Sénégal, qu’il décrit comme un enjeu capital. Et met en lumière l’intérêt qu’aurait la France à investir dans la sécurisation de la sous-région.

### Monographies
- 1855 :  (avec Paul Holle)  De la Sénégambie française , Firmin-Didot, Paris
- 1858 : Siège par Al-Aghi du Fort de Médine au pays de Kasson (Haute-Sénégambie), "Revue coloniale, 2e série", t. 19, janvier 1858, p. 40-66
- 1862 : Codification des actes qui règlent au Sénégal et dépendances le service des curatelles aux successions et biens vacants, et celui de la conservation des hypothèques, Imprimerie du gouvernement, Saint-Louis (Sénégal)
- 1865 : Codification des règlements d'administration et de Police en vigueur au Sénégal et dépendances, Imprimerie du gouvernement, Saint-Louis (Sénégal)
- 1870 : Le Sénégal et son avenir, imprimerie A. Pérey (Bordeaux)